# Liviu Laza-Matiuța
Liviu Laza-Matiuța (n. 10 iunie 1964, Petid, România) este un deputat român, ales în 2012 din partea Partidului Democrat Liberal.
În timpului mandatului, partidul său a fuzionat cu Partidului Național Liberal, iar spre sfârșitul mandatului, Laza-Matiuța a trecut la Partidul Social Democrat (PSD).